# Runar Eklund
Runar Eklund, född den 11 juni 1882 i Jakobstad i Österbotten, död den 20 september 1933 i Helsingfors i Nyland, var en finländsk arkitekt.

## Biografi
Runar Eklund var son till Lorentz Fredrik Eklund, lärare vid en skola för dövstumma, och Elise Amanda Wiklund. Han tog studentexamen 1901 vid Svenska reallyceum i Helsingfors och avlade arkitektexamen vid Polytekniska institutet 1905.
Han var anställd av Helsingfors stad i olika befattningar 1908–1924 och var biträdande stadsarkitekt 1911–1924 och tillförordnad stadsarkitekt 1919–1924. Han ritade flera kommunala byggnader i Helsingfors samtidigt som han arbetade som assistent åt stadsarkitekten Karl Hård af Segerstad, tillsammans med arkitekten Einar Flinckenberg. Han hade också egna projekt som arkitekt.  Runar Eklund var gift från 1908 med Hilda W. Nyberg. Runar Eklund var bror var till Artur Eklund.

## Byggnader i urval
- Kaisaniemi folkskola, Trädgårdsgatan 1, Helsingfors (tillsammans med Einar Flinckenberg)
- Berghälls bibliotek, Helsingfors 1912 (som assistent åt Karl Hård af Segerstad)
- Ytterligare våning i Richardsgatans bibliotek.
- Långa bron, Helsingfors 1912
- Snellmans skola, Rödabergsgatan 10 - Albertsgatan 11, Helsingfors 1921
- Millers hus, Lahtis, 1925
- Vesijärvenkatu bensinstation, Lahtis, 1931
- Malmgatan 14, Helsingfors 1933